# LGBT práva v Egyptě

Duhová mapa Egypta

Lesby, gayové, bisexuálové a transsexuálové (LGBT) se v Egyptě setkávají s právními obtížemi neznámými pro heterosexuální spoluobčany.
Podle odhadů egyptského sexuologa Heby Kotby je 10–12 % Egypťanů homosexuálních. Podle statistiky Pew Research Center z r. 2013 je 95 % Egypťanů přesvědčeno o tom, že homosexualita by neměla být společností akceptována.

## Mubárakův režim
Po dobu vlády Husního Mubáraka Egypt nijak nepodporoval legislativu chránící LGBT práva a ani nepřistoupil na politiku OSN spuštěnou v 90. letech, která požaduje zahrnutí ochrany LGBT do lidskoprávní oblasti. Přestože Mubárakův režim neuznával LGBT práva, tak nebyly přijaty žádné zákony přímo zakazující homosexualitu nebo crossdressing.
Byly ale známy případy uplatňování některých zákonů, konkrétně proti prostituci, vůči homosexuálním a bisexuálním mužům za použití nejasné formulace v nich, která zakazuje prostopášnost, nicméně o obchodování s lidmi a prostituci se nezmiňuje.
Egyptské soudy interpretovaly zákaz prostopášnosti ke kriminalizaci dobrovolných homosexuálních vztahů. Při opakovaném spáchání trestného činu hrozí pachatelům tvrdší tresty, nýbrž v zákoně existuje i zmínka o trestném činu opakovaná prostopášnost.
Kromě zákonů proti prostituci policie a soudci také často používají k perzekucím a trestnímu stíhání homosexuálních a bisexuálních mužů také zákony chránící veřejnou morálku. Ačkoli k těmto trestním řízením docházelo již v dřívějších dekádách, tak k systematickému tažení došlo až na počátku 21. století.
S počátkem r. 2000 pod vedením prezidenta Husního Mubáraka se rozšířilo užívání těchto zákonů k lépe propracované šikaně homosexuálních a bisexuálních mužů či kohokoli jiného, kdo by se zasazoval za podporu LGBT práv.
V r. 2000 došlo k zatčení a následnému obvinění egyptského gay páru za zločin proti ochraně cti a praktikování amorálního a obscénního chování. Jejich právní zástupce se v jejich případě snažil dosáhnout zproštění viny s odvoláním se na to, že homosexualita není trestným činem. Soudce na jeho obhajobu nepřistoupil s tím, že se obžalovaní dopustili urážky náboženských a morálních standardů. Celý proces byl medializován jako podpora přesvědčení, že homosexualita je produkt západní dekadence, a kampaň za postih homosexuálů a jejich umisťování do psychiatrických ústavů za účelem terapie.
Do roka egyptská vláda spustila svojí politiku pogromů na homosexuály podnikáním razií na gay oslavy a aplikací zákonů proti prostituci a prostopášnosti na jejich účastníky. Celý proces zátahů byl v zemi považován za ochranu veřejného pořádku a veřejné morálky. Proti homosexuálním mužům a bisexuálům se mimo jiné také používal zákon přijatý v 90. letech trestající westernizované studenty a liberální intelektuály.
K první razii došlo na Cairo boat party pořádané pro egyptské gaye. 52 jeho účastníků bylo zatčeno a následně představeno před soud za užití nejasných formulací mravnostních zákonů. Káhirská 52 byla shledána vinnou za porušení zákona proti prostituci a prostopášnosti, jakož i zákona na ochranu veřejného pořádku a veřejné morálky.
Aplikování těchto zákonů proti gayům a bisexuálům bylo celosvětově sledováno Human Rights Watch.
Během této doby Human Rights Watch zveřejnila svoji zprávu ohledně užívání mravnostních zákonů egyptskou vládou ke kriminalizaci homosexualitu, historii těchto zákonů, teroru gayů a bisexuálů ze strany policie a s tím souvisejícím porušováním mezinárodních standardů.
Káhirské 52 se dostalo podpory mnoha mezinárodních lidskoprávních organizací jako je Human Rights Watch a Amnesty International. Nicméně nezorganizovaly žádnou mezinárodní podporu za nevinu obětí teroru egyptské vlády, ale tlačily na justici. Členové parlamentu SRN a Francie rovněž vyvíjely nátlak na Egypt, aby dodržoval lidská práva svých LGBT občanů. Nakonec 23 z nich bylo odsouzených k vězení a těžkým pracím a zbytek byl zproštěn viny. Mnoho z nich se stalo obětí dalších razií proti homosexuálům, byť cizinci byli vždy následně propouštěni.
V mnoha dalších situacích byli také homosexuální muži trestně stíháni, když si vyjednali schůzku s jiným dospělým mužům prostřednictvím Internetu. Například 20. června 2003 byl takto v Egyptě uvězněn na 50 dní izraelský turista, dokud jej stát nestáhl žalobu a neumožnil mu návrat do Izraele. 24. září 2003 policie zatkla při kontrole na obou stranách mostu Qasr al-Nil Bridge, který je jak spojem mezi řekou Nil a centrem Káhiry, tak také oblíbeným místem pro sexuální schůzky homosexuálních mužů, 62 mužů za homosexuální praktiky.
V r. 2004 byl sedmnáctiletý student soukromé univerzity odsouzen k 17 letům odnětí svobody a 2 letům těžké práce za umístění svého osobního profilu na gay seznamku.
Egyptská vláda v reakci na mezinárodní kritiku se rozhodovala, zda perzekuci LGBT osob popře, či oficiálně přizná svojí politiku nesoucí se ve jménu, že homosexualita je morální perverze.
V r. 2009 byla zakázána publikace Al Balagh Al Gadid', Egyptského týdeníku, a dva jeho redaktoři byli uvězněni za článek obviňující populární egyptské herce Nour El Sherifa, Khaleda Aboula Naga a Hambdiho Ela Wazira za homosexuální prostituci a přijímání peněžité odměny od veřejných činitelů za pohlavní styk s nimi.

## Po pádu Mubáraka
Problematika LGBT práv nebyla vůbec zahrnutá do reforem protestujících a disidentů během revoluce roku 2011. Prozatímní Ústava schválená roku 2011 neobsahovala žádná ustanovení týkající se LGBT práv a nová vláda opět pokračovala se svojí opozicí proti deklaraci Spojených národů a s tím související anti-gay diskriminací a harašmentem.
Egyptský komediant Bassema Youusefa v rozhovoru s Jonem Stewartem pro The Daily Snow řekl, že byl trestně stíhán za propagaci a podporu homosexuality a obscénnosti Mursího vládou.
V listopadu 2014 bylo 8 mužů odsouzeno ke třem letům odnětí svobody za šíření obscénnosti dáním do oběhu videí znázorňujících gay svatbu.
V prosinci 2014 bylo 26 mužů trestně stíháno v důsledku výpovědi reportérky Mony Iraqi spolupracující s policií a představeno před soud za obscénnosti ve veřejných lázních (Hammam). Soud je ale nakonec obvinění zprostil.
V září 2017 bylo na základě mravnostních zákonů zatčeno několik účastníků koncertu skupiny Mashrou' Leila (jeden ze zpěváků je otevřený gay) mávajících s duhovou vlajkou. Část dostala pokutu. Zbývajících 57 bylo uvězněno, přičemž největším trestem bylo šest let odnětí svobody.

## Homosexuální historie v Egyptě

### Starověký Egypt

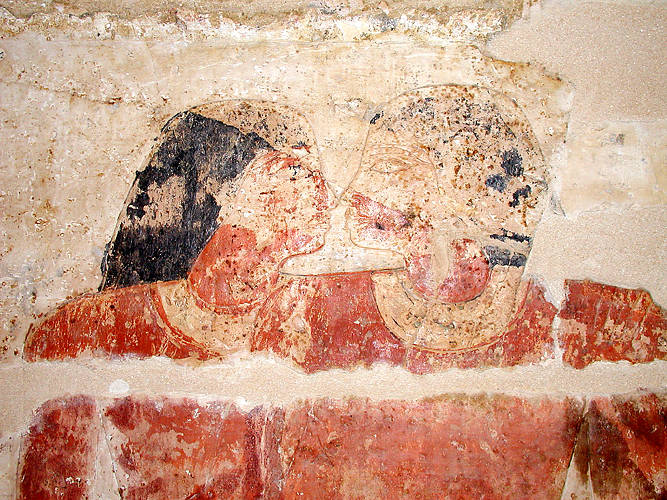
Polibek mezi Nyankh-khnumem a Khnum-hotepem

Nejznámějším případem možného homosexuálního chování ve starověkém Egyptě jsou dva vysoce postavení královští služebníci Nyankh-Khnum a Khnum-hotep. Oba muži sloužili faraonu Niuserrovi během Páté dynastie (cca 2494–2345 př. n. l.). Nyankh-Knum a Khnum-hotep měli manželky a děti, ale po své smrti se jejich rodiny rozhodli pochovat je oba do společné hrobky v mastabě. V ní je pak několik nástěnných maleb zobrazujících je oba v poloze, kdy se dotýkají navzájem svých nosů. Tato vyobrazení se stala předmětem spekulací, protože právě ve Starověkém Egyptě se dotýkání nosů na nos považuje za polibek podobně jako u Eskymáků.
Egyptologové a historici se nedokáží shodnout na tom, jak přesně malby Nyankh-khnuma a Khnum-hotepa interpretovat. Někteří odborníci věří, že se jedná o jistou reflekci homosexuality mezi dvěma ženatými muži, a že staří Egypťané akceptovali lásku mezi lidmi stejného pohlaví. Jiní si to naopak vysvětlují tak, že Nyankh-khnum a Khnum-hotep byli dvojčata, dokonce možná i siamská. Žádnou z těchto hypotéz nelze ani potvrdit, ani vyvrátit, ale minimálně se dá konstatovat, že mezi Nyankh-khnumem a Khnum-hotepem existovalo velmi blízké pouto jak za života, tak i po smrti.
Jak přistupovali staří Egypťané k homosexualitě zůstává obecně předmětem dohadů a nejasností. Veškeré dokumenty a literatura se sexuálně orientovanými příběhy se nikdy nezmiňují o povaze sexuálních aktů, nýbrž používají pouze přepjaté a citově zabarvené fráze. Zatímco příběhy o Sethim a jeho sexuálním chováním jsou vedeny spíše v negativním duchu, tak zase naopak malby v hrobce Nyankha-khnuma a Khnuma-hotepa mají tendenci vykreslovat homosexualitu jako akceptovatelné chování. Dokumenty ze Starověkého Egypta neříkají jasně, zda byly homosexuální vztahy vnímány jako odsouzeníhodné a zavrženíhodné. Žádný z nich ani nepotvrzuje, že by byly předmětem represí. V důsledku tohoto nelze učinit žádné závěry.
Římský císař Konstantin I. Veliký ve 4. století našeho letopočtu nařídil vyhladit vysoký počet "zženštilých" kněží v Alexandrii.

### Středověk
Severní Afrika obsahuje jedny z nejviditelnějších a nejlépe zdokumentovaných homosexuálních tradic na světě - zejména během Mamluckého sultanátu. Arabští básníci z kosmopolitních a literárních kruhů pravidelně vykreslují krásu pederastických vztahů. Jsou zaznamenány i případy křesťanských chlapců posílaných z Evropy do Egypta za účelem sexuální práce. V Káhiře se mužští crossdresseři nazývali "khwal" a jejich náplní práce bylo bavit široké publikum písní a tancem (potenciálně před nástupem islámu).

### Moderní dějiny
Oáza Síwa v Egyptě je několika cestovateli 20. století vyobrazována jako místo, kde jsou homosexuální vztahy zcela běžné. Skupina válečníků v této oblasti byla známá tím, že zpětně vyplácela věna mladým mužům; tyto praktiky byly následně ve 40. letech zakázány.

## Stejnopohlavní soužití
Občanské a rodinné právo v Egyptě upravující institut manželství, rozvodu a dědictví je řešeno náboženským zákonem jednotlivce nebo skupin jednotlivců. Veškerá zdejší oficiálně uznaná náboženství, což je islám a Koptská pravoslavná církev, neuznávají homosexuální svazky jako legitimní, tudíž egyptský právní řád považuje za manželství pouze soužití muže a ženy. Podle údajů je známo, že pokud se jakékoli jiné vztahy než heterosexuální propagují na veřejnosti, tak policie je může vyhodnotit jako trestný čin v souladu se zákonem proti satanismu, prostituci a veřejné obscénnosti.

## Životní podmínky
Do r. 2001 odmítala egyptská vláda uznat, že by homosexualita byla součástí sexuální identity tamních občanů  a po r. 2001 se za svojí anti-gay politiku stala terčem kritiky ze strany lidskoprávních organizací a zahraničních politiků.
Co se týče zdejší kultury, tak většina Egypťanů jsou muslimové, což je také příčinou přetrvávajících předsudků vůči sexuálním menšinám. Tradiční islámská morálka sice homosexualitu tiše toleruje, nicméně podle Pew Research Center 95 % Egypťanů věří, že by homosexualita neměla být společensky akceptována.
Ačkoliv egyptské právo vychází se světské moci, tak islám je oficiálním státním náboženstvím. V praxi to vypadá, tak že podle Článku 2 Ústavy Egyptské arabské republiky by měl být islám hlavním zdrojem legislativy.
Homosexuálové začali být bráni na vědomí díky vzrůstajícímu vlivu médií a Arabského jara. V egyptském zpravodajství jsou informace o LGBT manifestacích v rámci Mezinárodního dne proti homofobii volně přístupné. V posledních letech také vzrostl počet barů a kaváren zaměřujících se na egyptskou gay komunitu, například třeba v Alexandrii.

### LGBT práva
Jedním z mála veřejných podporovatelů LGBT práv je režisér a dramatik Maher Sabry. V rámci aktivismu za osvobození Káhirské 52 například napsal divadelní hru na téma homofobie v Egyptě a později režíroval také film All My Life.

### Média
LGBT témata nejsou de facto oficiálně zakázaná díky nátlaku umělců a další forem veřejnokomunikativních médií. Nicméně mediální vyobrazení crossdressingu nebo homosexuality často naráží na tradiční islámské hodnoty. Proto de iure mnoho liberálních postojů bývá často cenzurováno vládou kvůli obscénnosti nebo podpoře homosexuality.
V r. 1999 byla po vládním přezkoumání zakázána veřejná publikace divadelní hry Mahera Sabry, která se zabývá homofobií. V r. 2008 Sabry natočil film o egyptském muži, čímž se dostal do křížku se zdejšími duchovními i vládou, kteří se snažili o zrušení jeho vysílání, případně jeho stažení z oběhu.
Al Balagh Al Gadid zdejší týdeník, byl zrušen po procesu s jeho dvěma redaktory vinnými z nařčení egyptských herců Noura El Sherifa, Khaleda Aboula Naga a Hamdiho El Wazira z pohlavního styku s veřejnými činiteli a získání profitu z něj.
Když to shrneme tak, pokud se v egyptské filmové produkci nebo pořadu objeví LGBT tematika, tak se často stane terčem negativní kritiky za kontroverzi ze strany sociálních konzervativců. Filmy jako jsou Uncensored (2009), Out of Control (2009), A Plastic Plate (2007) a The Yacoubian Building (2006) zabývající se tématy považovanými v egyptské společností za tabu a kontroverzi, mezi něž patří také homosexualita, jsou ostře kritizovány zdejšími konzervativci volajícími po cenzuře nebo zákazu jejich produkce.
V r. 2013 byla v Egyptě promítána premiéra filmu Family Secrets s příběhem osmnáctiletého mladíka bojujícího se svojí odlišnou sexuální orientací a sociálních stigmatů ohledně homosexuality. Režisérovi se dostalo mezinárodnímu ocenění, když odmítl vyhovět žádosti Egyptské mediální komise trvající na vystřižení určitých scén z filmu.

## Zdravotnictví

### HIV/AIDS
Pandemie zasáhla Egypt už v 80. letech, ale boj zdejších zdravotnických zařízení s nemocí vypukla až v 90. letech pod nátlakem vlády, která se tehdy odhodlala k řešení problematiky.
V r. 1996 spustilo Ministerstvo zdravotnictví svojí oficiální horkou linku na řešení nákazy HIV/AIDS. V r. 1999 Egypt Today zabývající se HIV/AIDS pandemií v Egyptě došel k závěru, že za jejím vypuknutí stojí cizinci, homosexuálové a drogově závislí. V článku byla také zmíněna nutnost existence LGBT organizaci sdružujících LGBT Egypťany a vedoucích osvětu o bezpečném sexu. Organizace však nikdy nevznikly. and ignorance about the pandemic is common.
V r. 2005 egyptská vláda oficiálně spustila svůj program HIV testování, ačkoli mnoho zdejších lidí se případného pozitivního výsledku obávalo, nejen ze strachu z nemoci, ale i z označení za homosexuály, a s tím souvisejícím trestním stíháním. Některým Egypťanům se dostalo přístupu k testováni a informacím o léčbě podporované USA, ale většina z nich neměla dostatečný přístup k informacím o pandemii a kvalitní péči v případě infekce.
V r. 2007 byl veřejně vysílán naučný dokument podporovaný egyptskou vládou týkající se výskytu HIV/AIDS v Egyptě a s ním souvisejících rad Ministerstva zdravotnictví, lékařů a jiného zdravotního personálu.

## Souhrnný přehled
| Legální stejnopohlavní styk                                                              | / (Ačkoli samotný homosexuální styk není přímo protizákonný, tak lze aplikovat jiné zákony) |
| Stejný věk legální způsobilosti k pohlavnímu styku pro obě orientace                     | No                                                                                          |
| Anti-diskriminační zákony v zaměstnání                                                   | No                                                                                          |
| Anti-diskriminační zákony ve službách a v obchodu                                        | No                                                                                          |
| Anti-diskriminační zákony v ostatních oblastech(nepřímá diskriminace, homofobní projevy) | No                                                                                          |
| Stejnopohlavní manželství                                                                | No                                                                                          |
| Stejnopohlavní soužití                                                                   | No                                                                                          |
| Adopce dítěte stejnopohlavního partnera                                                  | No                                                                                          |
| Společná adopce                                                                          | No                                                                                          |
| Homosexuální jednotlivec může sloužit v armádě                                           | No                                                                                          |
| Možnost změny pohlaví                                                                    | No                                                                                          |
| Možnost umělého oplodnění pro lesbické ženy                                              | No                                                                                          |
| Možnost náhradního mateřství                                                             | No                                                                                          |